# William Conrad
William Conrad (* 27. September 1920 in Louisville, Kentucky; † 11. Februar 1994 in Los Angeles; eigentlich William Cann) war ein US-amerikanischer Schauspieler, Regisseur und Filmproduzent. Einem breiten Publikum wurde er durch seine Hauptrollen in den Fernsehserien Cannon und Jake und McCabe bekannt.

## Leben
William Conrad, der durch seine Baritonstimme durch Hörspiel- und Synchronrollen in Radio, Film und Fernsehen bekannt wurde, begann seine Karriere in den späten 1930er Jahren in Kalifornien. Nach dem Zweiten Weltkrieg, in dem er als Kampfpilot gedient hatte, kehrte er zum Rundfunk zurück. Es folgten – nach eigenen Angaben Conrads – mehr als 7000 Sprechrollen für Radioproduktionen.
Seine tiefe, resonante Stimme brachte ihm viele Rollen in Radiohörspielen ein; vor allem seine Verkörperung des Marshal Matt Dillon in der Radioproduktion Gunsmoke, die zwischen 1952 und 1961 ausgestrahlt wurde und auch in die Fernsehserie Rauchende Colts adaptiert wurde, machte ihn berühmt. Als die Serie 1955 für das Fernsehen adaptiert wurde, war Conrad ebenfalls für die Titelrolle im Gespräch. Sein korpulenter Körperbau aber war der Grund, dass James Arness die Rolle erhielt, nachdem John Wayne sie zuvor abgelehnt hatte.
Andere Serien, in denen Conrad sein Talent zeigen konnte, waren unter anderem Escape, Suspense und The Damon Runyon Theater. Ungeachtet vieler Filmrollen, in denen er häufig bedrohliche Charaktere spielte, war seine vielleicht angesehenste Rolle 1946 die eines Profikillers in dem Film Rächer der Unterwelt neben Burt Lancaster. Es folgten weitere Auftritte unter anderem in Body and Soul (1947), Sorry, Wrong Number, Johanna von Orleans (beide 1948) und Wenn die Marabunta droht (1954).
Mit dem Wechsel zum Fernsehen in den 1960er Jahren war seine erste Dekade in dem neuen Medium wieder größtenteils durch Synchron- und Sprechrollen geprägt. In dieser Zeit führte Conrad 1965 bei dem Film Brainstorm Regie. Außerdem synchronisierte Conrad von 1961 bis 1973 die „Bullwinkle“-Cartoons und lieh 1980 in der animierten Fernsehversion von J. R. R. Tolkiens Die Rückkehr des Königs der Figur des Denethor seine Stimme.
In den 1970er Jahren brachte ihm die Detektiv-Fernsehserie Cannon einen hohen Bekanntheitsgrad ein. Die Serie wurde von 1971 bis 1976 ausgestrahlt, und Conrad wurde dafür in Deutschland mit einem Bambi ausgezeichnet. Es folgten Hauptrollen in der nur kurzlebigen Detektivserie Nero Wolfe (1981) und in der Krimiserie Jake und McCabe – Durch dick und dünn (engl. Jake and the Fatman), die von 1987 bis 1992 lief.
1994 starb William Conrad im Alter von 73 Jahren in Nord-Hollywood an Herzversagen und wurde auf dem Forest Lawn Memorial Park in Los Angeles beigesetzt. Im Jahr 1997 wurde Conrad, der in einigen seiner Filme unter dem Künstlernamen William Darnoc aufgeführt wird, durch die Aufnahme in die Radio Hall of Fame postum geehrt.

## Filmografie (Auswahl)

### Als Darsteller
- 1946: Rächer der Unterwelt (The Killers)
- 1947: Jagd nach Millionen (Body and Soul)
- 1948: Triumphbogen (Arch of Triumph) ungenannt
- 1948: Flucht nach Nevada (Four Faces West)
- 1948: Du lebst noch 105 Minuten (Sorry, Wrong Number)
- 1948: Johanna von Orleans (Joan of Arc)
- 1949: Hoher Einsatz (Any Number Can Play)
- 1949: Zum Zerreißen gespannt (Tension)
- 1949: Verlorenes Spiel (East Side, West Side)
- 1951: Cry Danger
- 1951: Das Schwert von Monte Christo (The Sword of Monte Cristo)
- 1951: Gangster (The Racket)
- 1952: Mann gegen Mann (Lone Star)
- 1953: Schrei des Gejagten (Cry of the Hunted)
- 1953: El Khobar – Schrecken der Wüste (The Desert Song)
- 1954: Wenn die Marabunta droht (The Naked Jungle)
- 1956: Der Eroberer (The Conqueror)
- 1956: Johnny Concho – Der Bruder des Banditen (Johnny Concho)
- 1957: Der Ritt zurück (The Ride Back)
- 1963: Auf der Flucht (The Fugitive; Fernsehserie, 120 Folgen als Erzählerstimme)
- 1968: Die sechs Verdächtigen (The Power)
- 1970: The Brotherhood of the Bell (Fernsehfilm)
- 1971–1976: Cannon (Fernsehserie, 120 Folgen)
- 1975: FBI – Kampf dem Terror (Attack on Terror: The FBI vs. the Ku Klux Klan)
- 1977: Bloody Whiskey (Moonshine County Express)
- 1980: Cannons Comeback (The Return of Frank Cannon)
- 1981: Nero Wolfe (Fernsehserie, 14 Folgen)
- 1984: Mord ist ihr Hobby (Fernsehserie, Episode Der Tod kommt zum Applaus)
- 1985: Ein Colt für alle Fälle (1 Folge)
- 1985: Der glitzernde Tod (In Like Flynn)
- 1986: Killing Cars
- 1986: Matlock (Fernsehserie, 2 Folgen)
- 1986: Justice – Die letzte Instanz bin ich (Vengeance: The Story of Tony Cimo)
- 1987: Highwayman (The Highwayman, Erzähler im Pilot-Film)
- 1987–1992: Jake und McCabe – Durch dick und dünn (Jake and the Fatman; Fernsehserie, 103 Folgen)

### Als Regisseur
- 1965: Das Testament des Magiers (Two on a Guillotine)
- 1965: Das teuflische Spiel (Brainstorm)

### Als Produzent
- 1957: Der Ritt zurück (The Ride Back)
- 1965: Das Testament des Magiers (Two on a Guillotine)
- 1965: Das teuflische Spiel (Brainstorm)
- 1966: Mord aus zweiter Hand (An American Dream)
- 1967: Shanghai-Jack (First to Fight)
- 1967: Countdown: Start zum Mond (Countdown)
- 1968: Sein gefährlichster Auftrag (Assignment to Kill)